# Notre Dame (opera)
Notre Dame è un'opera lirica del compositore austroungarico Franz Schmidt su libretto dello stesso Schmidt e di Leopold Wilk, liberamente tratto dal romanzo di Victor Hugo Notre-Dame de Paris. Scritta tra il 1904 e il 1906, l'opera fece il suo esordio a Vienna nel 1914.

## Trama

### Atto I
Parigi è presa dalle celebrazioni del carnevale e un gruppo di gitani preparano il tappeto su cui danzerà la bellissima Esmeralda. La folla è in cerca di qualcuno che per bruttezza e stravaganza possa essere incoronato Papa dei Folli e la scelta ricade su Quasimodo, l'orrendamente deforme campanaro della cattedrale. Quando l'arcidiacono Claude Frollo vede il suo protetto prendere parte a tali celebrazioni, il sacerdote lo rimprovera e la folla si scaglia contro di lui: solo Esmeralda ne ha compassione e salva Quasimodo dagli astanti. Frollo intanto proibisce ulteriori festeggiamenti per il carnevale. 
Vagando per le strade della capitale Pierre Gringoire, poeta e filosofo, finisce con trovarsi nella corte dei miracoli, un ritrovo per mendicanti, zingari e ladri. La punizione per essersi infiltrato nel cuore della bassa società parigina è la morte, a meno che una donna tra le presenti non gli salvi la vita sposandolo. Esmeralda, mossa a compassione, accetta di sposarlo per finta. Esmeralda è in realtà innamorata dei capitano degli arcieri reali Phoebus, con cui organizza un rendez clandestino per la sera stessa. Gringoire è furioso nel sentire dei piani della moglie e si sfoga con Frollo, il suo vecchio maestro; l'arcidiacono stesso desidera Esmeralda e ordina al suo ex allievo di pedinarla. Il poeta segue la moglie in una locanda, dove Esmeralda si incontra in segreto con Phoebus. Vedendoli amoreggiare, Gringoire viene colto dalla gelosia e accoltella Phoebus alle spalle, prime di gettarsi nel fiume dalla finestra per evitare l'arresto.

### Atto II
Esmeralda è stata arrestata per il presunto omicidio di Phoebus e portata in prigione. Qui riceve la visita di Frollo, che le comunica che in realtà il capitano è ancora in vita. La notizia riaccende la speranza in Esmeralda, ma al tempo stesso Frollo è talmente sopraffatto dal desiderio per la giovane da convincersi di essere stato stregato da lei. Consegna quindi Esmeralda nelle mani dell'Inquisizione, ma prima che essa possa giustiziare la zingare per stregoneria Quasimodo irrompe nella piazza e salva la giovane portandola nella cattedrale, da cui può invocare il diritto d'asilo. 
Reso folle dai suoi sentimenti, Frollo ottiene dal re che il diritto d'asilo venga temporaneamente tolto da Notre Dame e così facendo Esmeralda viene arrestata di nuovo, ma questa volta viene anche giustiziata. Frollo si rende conto del suo errore, ma è troppo tardi per rimediare e lascia quindi che un'innocente venga uccisa per calmare il proprio conflitto interiore. Vedendo l'amata morire, la devozione di Quasimodo per Frollo si trasforma in odio e il campanaro uccide il sacerdote scagliandolo dalla torre campanaria. Quasimodo rimane solo e decide di morire accanto ad Esmeralda e, prima di seguire questo proposito, suona le campane per un'ultima volta.

## La prima
| Personaggio | Profilo vocale | Prima rappresentazione a Vienna, il 1º aprile 1914 (direzione musicale di Franz Schalk) |
| ----------- | -------------- | --------------------------------------------------------------------------------------- |
| Esmeralda   | Soprano        | Marie Gutheil-Schoder                                                                   |
| Quasimodo   | Basso          | Richard Mayr                                                                            |
| Frollo      | Baritono       | Friedrich Weidemann                                                                     |
| Phoebus     | Tenore         | Georg Maikl                                                                             |
| Gringoire   | Tenore         | William Miller                                                                          |

## Storia delle rappresentazioni
Franz Schmidt compose l'opera tra il 30 agosto 1904 al 10 agosto 1906, ma la prima non avvenne prima del 1914, quando l'opera fu allestita al Burgtheater di Vienna. Il ruolo di Esmeralda era stato scritto per il soprano Maria Jeritza e poi lievemente alterato per accomodare la voce di Marie Gutheil-Schoder, che interpretò il ruolo in occasione della prima. L'opera godette di una certa popolarità nei primi dieci anni dal suo esordio, ma fu successivamente dimenticata e trascurata dalla critica, dal pubblico e dagli impresari dei teatri dell'opera.
Notre Dame fu messo in scena sporadicamente dopo la Seconda guerra mondiale, a partire da un allestimento alla Wiener Staatsoper nel 1949. Nel 1975 la Wiener Volksoper ospitò una nuova produzione con Julia Migenes (Esmeralda), Walter Berry (Quasimodo) e la direzione musicale di Wolfgang Schneiderhan, mentre nel 2010 una versione con partitura ridotta e libretto rivisitato fu messa in cartellone dalla Semperoper di Dresda con la direzione musicale di Gerd Albrecht.

## Discografia
| Anno | Cast (Esmeralda, Quasimodo, Frollo, Phoebus, Gringoire)                     | Direttore       | Etichetta   |
| ---- | --------------------------------------------------------------------------- | --------------- | ----------- |
| 1949 | Hilde Scheppan, Max Proebstl, Wilhelm Schlichting, Hans Hopf, Karl Ostertag | Hans Altmann    | Gala Import |
| 1988 | Gwyneth Jones, Kurt Moll, Hartmut Welker, James King, Horst Laubenthal      | Christof Perick | Capriccio   |